# War Sailor
War Sailor (Originaltitel Krigsseileren, norwegisch für „Kriegsmatrosen“) ist ein Filmdrama von Gunnar Vikene, das im August 2022 beim norwegischen Filmfestival seine Premiere feierte und im September 2022 in die norwegischen Kinos kam. Der anfänglich im Zweiten Weltkrieg spielende Film erzählt, wie der dreifache Vater Alfred und sein engster Freund Sigbjørn, die auf einem Handelsschiff arbeiten, mitten ins Kriegsgeschehen geschleudert werden, während ihre Liebsten im heimischen Bergen auf die Rückkehr ihrer Väter, Freunde und Ehemänner warten. War Sailor wurde von Norwegen als Beitrag für die Oscarverleihung 2023 als bester Internationaler Film eingereicht.

## Handlung
Während und nach dem Zweiten Weltkrieg. Der Matrose Alfred Garnes aus Bergen ist Vater von drei Kindern. Als der Krieg ausbricht, arbeiten er und sein bester Freund Sigbjørn Kvalen auf einem Handelsschiff mitten im Atlantik. Ihr Ziel ist New York, und sie sollen eigentlich nach 18 Monaten wieder zurück sein. Als Deutschland im April 1940 in Norwegen einmarschiert, wird das Schiff als wichtig für den weiteren Verlauf des Krieges erklärt, und sie selbst werden eingezogen. Ohne Waffen an Bord und in Zivil segeln sie mit dem Frachtschiff für die Alliierten durch die ganze Welt, um Vorräte und Munition zu liefern. Die beiden Männer kämpfen auf dem Schiff um ihr Überleben, das jeden Moment von den deutschen U-Booten angegriffen werden könnte. Zunehmend macht sich an Bord Müdigkeit und Hoffnungslosigkeit breit.
Alfreds Ehefrau Cecilia müht sich unterdessen durch die Kriegsjahre und zieht die drei Kinder alleine auf, ohne zu wissen, ob sie den Ehemann und Vater jemals wiedersehen werden. Nachdem das Schiff von Alfred und Sigbjørn von einem deutschen U-Boot torpediert wurde, treiben sie viele Tage auf See und werden schließlich völlig entkräftet gerettet. Beim Versuch, den deutschen U-Boot-Bunker in Bergen zu bombardieren, trifft die britische Luftwaffe die Grundschule in Laksevåg und Wohnhäuser in Nøstet. Hunderte von Zivilisten verlieren hierbei ihr Leben.
Alfred erhält im Krankenhaus den Brief übergeben, dass auch seine Familie dabei ums Leben kam und verlässt das Krankenhaus, auf die Rückseite des Briefes schreibt er eine Abschiedsnachricht an Sigbjørn und verschwindet ohne ein Wort. Währenddessen erhält Cecilia, welche mit der Familie einen Tag vor dem Bombardement in das Haus ihres verstorbenen Onkels umgezogen war, wiederum die Nachricht, dass Alfred und Sigbjørn beim Untergang ihres Schiffes verstorben seinen. Sigbjørn sucht Alfred eine lange Zeit über Botschaften und seine Kontakte in den verschiedensten Häfen, kehrt aber letztendlich ohne ihn zu finden nach Bergen zurück und stellt fest, dass Cecilia und Familie überlebt haben und zeigt ihnen den Abschiedsbrief. Sigbjørn wohnt dort längere Zeit und teilt sich schließlich mit Cecilia auch das Bett. Eine Weile leben sie so glücklich zusammen, bis eines Tages ein Brief ankommt, dass Alfred in Singapur gefunden wurde; Sigbjørn fährt umgehend los, überbringt dem völlig Verwahrlosten die Nachricht des Überlebens seiner Familie, päppelt ihn wieder auf und gibt ihm Geld für die Überfahrt in die Heimat, er hingegen verdingt sich als Seemann in Asien. Alfred ist traumatisiert, hat gesundheitliche Probleme und sein kleinster Sohn akzeptiert ihn nicht, sondern sehnt sich nach Sigbjørn als Vaterfigur.
Zum siebzigsten Geburtstag von Alfred besucht Sigbjørn ihn.

## Produktion

### Filmstab und Aufbau
Regie führte Gunnar Vikene, der auch das Drehbuch schrieb. Es handelt sich nach Himmelfall, Rettet Trigger!, Vegas und Kill Billy um seine fünfte Regiearbeit bei einem Spielfilm. Die epische Geschichte, die War Sailor erzählt, erstreckt sich über mehrere Jahrzehnte, wurde von echten Menschen inspiriert und folgt den Protagonisten Alfred, Sigbjørn und Cecilia von 1939, bevor auch Norwegen zu einem der Schauplätze des Zweiten Weltkriegs wurde, bis Anfang der 1970er Jahre.

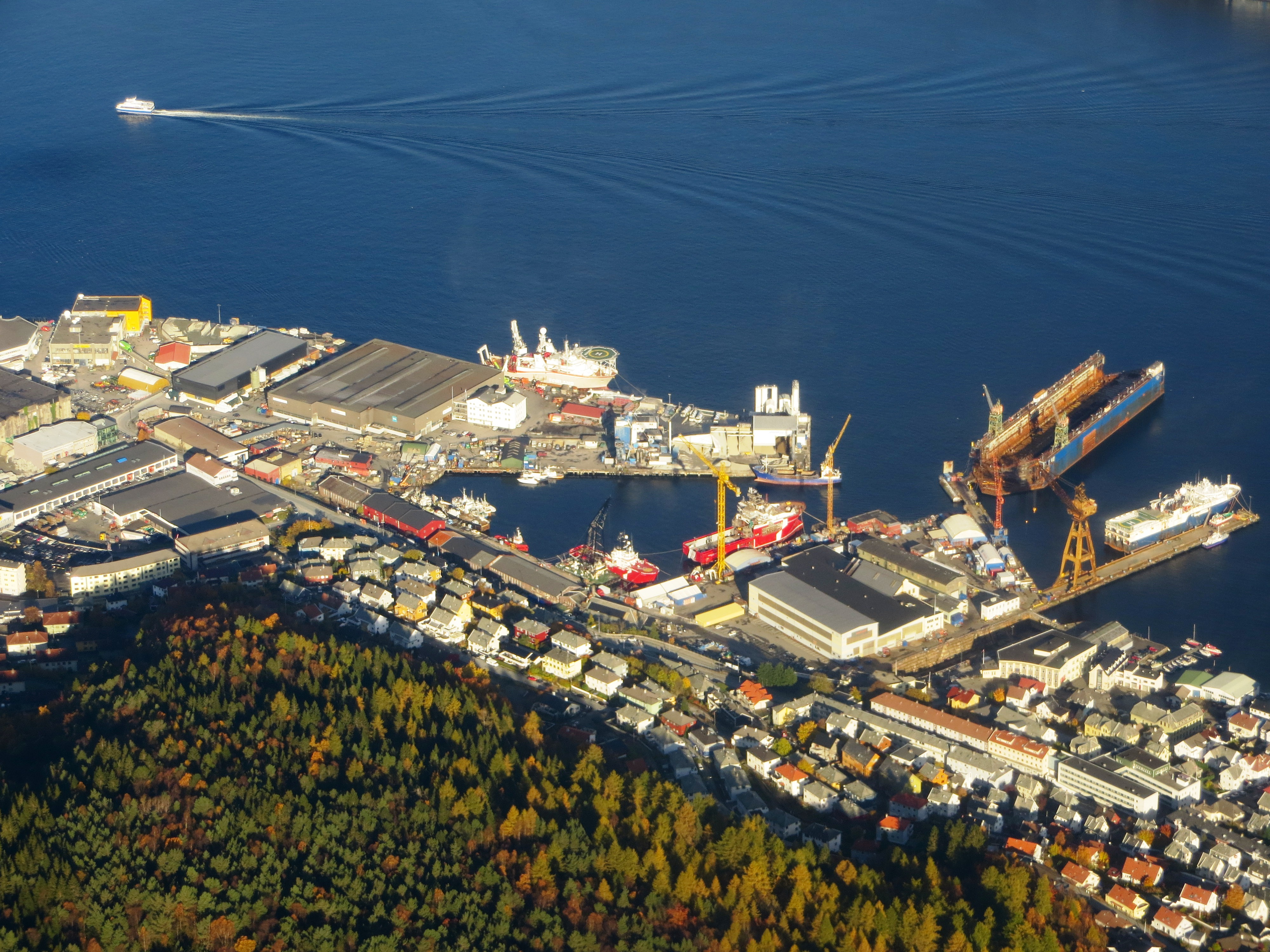
Die Werft Bergen Mekaniske Verksted war eines der Ziele der Bombardierung von Laksevåg

Ein Großteil des Films beschäftigt sich mit der Stadt Bergen während der Kriegsjahre und der Bombardierung des Stadtteils Laksevåg und der Holen-Schule, bei der 193 Menschen ums Leben kamen, davon fast zwei Drittel Kinder. Dies war der größte zivile Verlust bei einem einzelnen Kriegsgeschehen in Norwegen während des Zweiten Weltkriegs. Dies geschah im Zuge eines britischen Bombenangriffs am 4. Oktober 1944 auf den deutschen U-Boot-Bunker „Bruno“ bei Laksevåg. 152 Flugzeuge nahmen an dem Angriff teil, bei dem 1.432 Bomben über dem Gebiet abgeworfen wurden.
Zu Beginn der Besetzung Norwegens durch die Nazis waren mehr als 25.000 norwegische Seeleute auf den Weltmeeren unterwegs. Sich dem Befehl des faschistischen Kollaborateurs und damaligen Ministerpräsidenten Vidkun Quisling widersetzend und dem Appell der Exilregierung folgend, kehrte die Handelsflotte nicht in die norwegischen Häfen zurück, sondern beteiligte sich unter der Flagge der Norwegian Shipping & Trade Mission an der Versorgung Großbritanniens. Dabei starben etwa 3.000 Seeleute.

### Besetzung und Kostüme
In den Hauptrollen sind Kristoffer Joner als Alfred Garnes, Ine Marie Wilmann als seine Ehefrau Cecilia und Pål Sverre Hagen als Sigbjørn zu sehen. Als Kind wird Alfreds und Cecilias Tochter Magdeli von Henrikke Lund-Olsen gespielt. Als Teenager nach dem Krieg wird Magdeli von Téa Grønner Joner verkörpert, Kristoffer Joners Tochter. Alexandra Gjerpen spielt Hanna, Karl Vidar Lende Monsen und Leon Tobias Slettbakk den 14-jährigen Aksel, den Alfred aus dem Meer rettet. Die deutschen Schauspieler Florian Schmidtke und Damian Hardung spielen Werner und Hans, der Schweizer Schauspieler Max Hubacher spielt Hardegen.
Die Kostüme stammen von Stefanie Bieker, die zuvor für Filme von Cate Shortland, Martin Zandvliet und Katrin Gebbe tätig war.

### Filmförderung, Szenenbild und Dreharbeiten

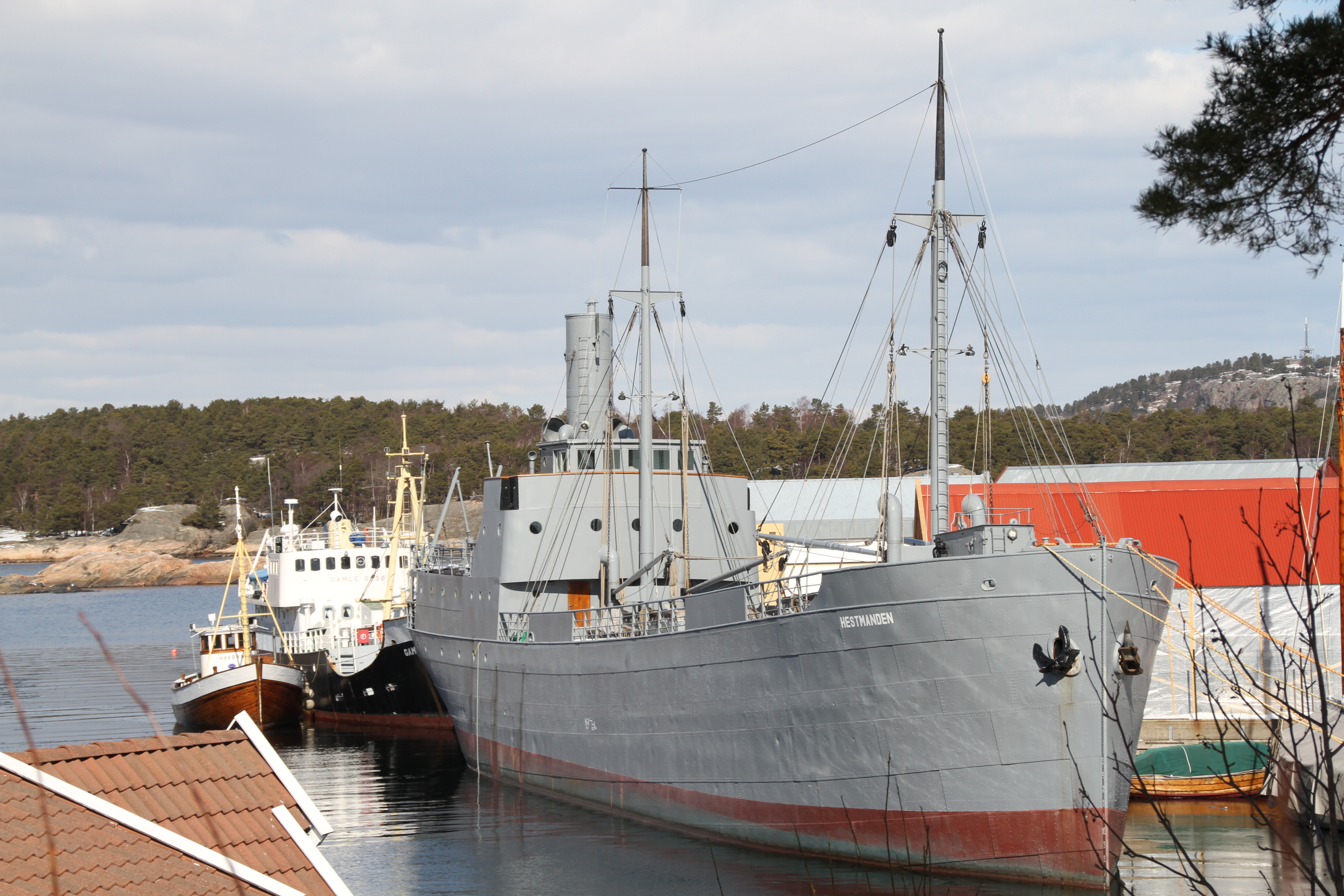
D/S Hestmanden auf Bredalsholmen, Kristiansand

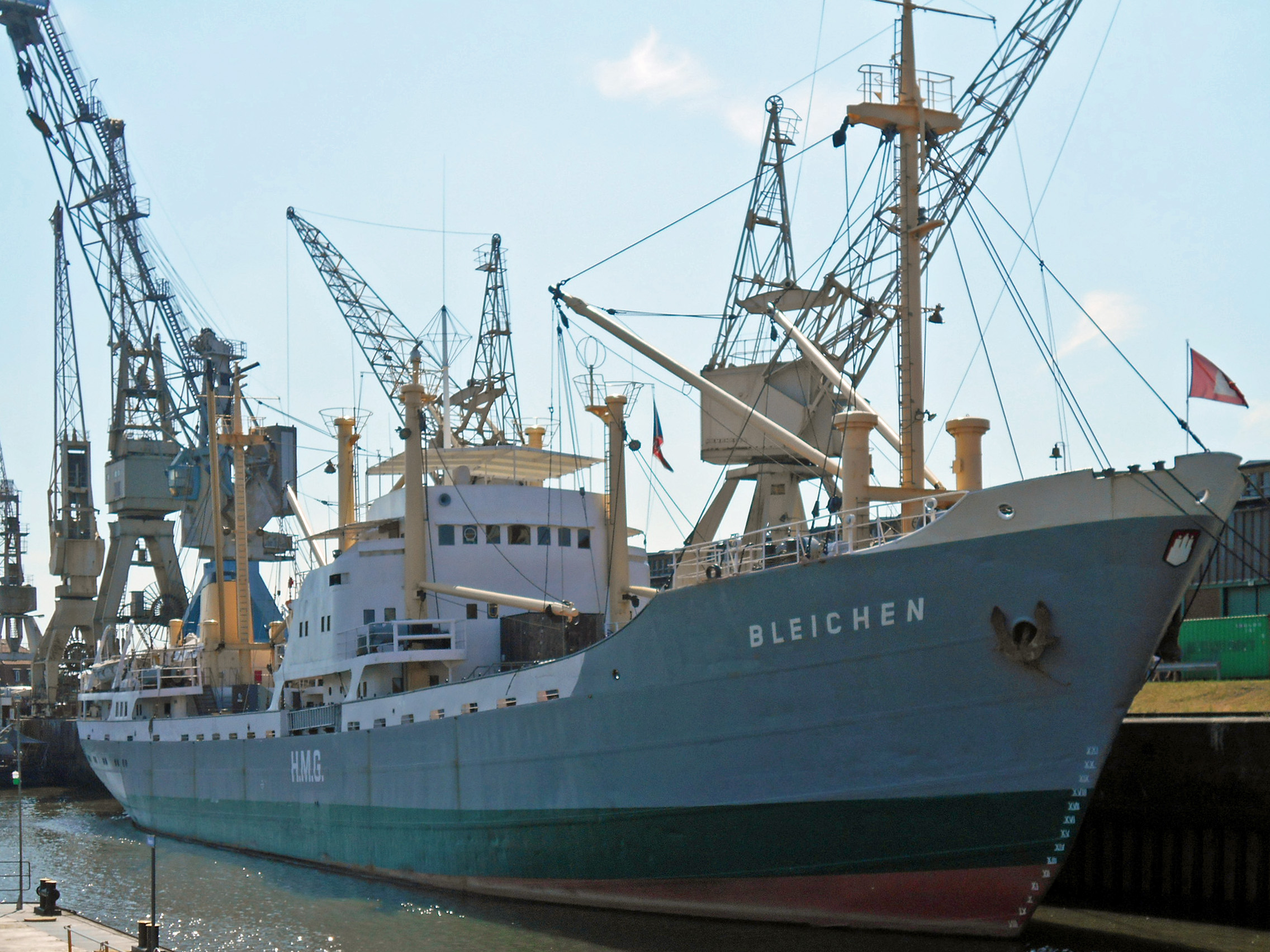
An Bord des Hamburger Museumsschiffs MS Bleichen wurden aufwändige Stuntszenen mit Schiffsexplosionen ins Bild gesetzt

War Sailor ist mit einem Budget von 110 Millionen Norwegischen Kronen die teuerste norwegische Produktion aller Zeiten. Der Film erhielt eine Produktionsförderung in Höhe 385.800 Euro vom Nordisk Film & TV Fond, in Höhe von 823.222 Euro vom Deutschen Filmförderfonds, 280.000 Euro von der Mitteldeutschen Medienförderung und 300.000 Euro von der MOIN Filmförderung Hamburg Schleswig-Holstein.
Die Dreharbeiten fanden zwischen April und Juli 2021 statt. Gedreht wurde in Norwegen, hier in Bergen und auf dem historischen Schiff Hestmanden; auf Malta, an sieben Tagen in Hamburg und Lübeck sowie an sechs Tagen in Niedersachsen. Dort entstanden Aufnahmen in Cuxhaven an Bord des Hamburger Museumsschiffs MS Bleichen und im Mai und Juni 2021 in Groß Thondorf. In diesem Ortsteil der Gemeinde Himbergen befindet sich die Kulisse für Cecilias und Alfreds Wohnung im norwegischen Bergen. Die Aufnahmen entstanden in einem leer stehenden Wohnhaus, das einem örtlichen Bio-Weinbauern gehörte und in dem noch vieles original aus den 1930er und 1940er Jahren erhalten war, wie zum Beispiel Türen, Tapeten, alte Bakelit-Lichtschalter, Steckdosen und als Herzstück ein alter Ofen in der Küche. Für das Szenenbild zeichnete der aus Hamburg stammende Tamo Kunz verantwortlich, der für seine Arbeit an Fatih Akins Der Goldene Handschuh für den Deutschen Filmpreis nominiert wurde. Artdirector Seth Turner war ebenfalls für diesen in Hamburg spielenden Film tätig.
Als Kameramann fungierte Sturla Brandth Grøvlen, der zuletzt mit dem Dänen Thomas Vinterberg für Der Rausch, mit dem Norweger Eskil Vogt für The Innocents und für den Isländer Guðmundur Arnar Guðmundsson für Beautiful Beings zusammenarbeitete.

### Filmmusik und Veröffentlichung
Die Filmmusik komponierte Volker Bertelmann. Das Soundtrack-Album mit insgesamt 20 Musikstücken wurde am 16. Dezember 2022 von Lakeshore Records als Download veröffentlicht.
Die Weltpremiere erfolgte am 21. August 2022 beim norwegischen Filmfestival in Haugesund. Im September 2022 wurde er beim Toronto International Film Festival und bei der Filmkunstmesse Leipzig gezeigt. Der Kinostart in Norwegen erfolgte am 23. September 2022. Ende September, Anfang Oktober 2022 wurde er beim Filmfest Hamburg vorgestellt. Im Januar 2023 wurde er beim Palm Springs International Film Festival gezeigt, wo die US-Premiere erfolgte. Am 9. Februar 2023 kam er in die deutschen Kinos. Beta Cinema hat den Weltvertrieb übernommen. Am 2. April 2023 ging bei Netflix eine dreiteilige Miniserien-Adaption des Films an den Start.

## Rezeption

### Kritiken
Mode Steinkjer von der norwegischen Tageszeitung Dagsavisen schreibt in seiner Kritik, an norwegischen Filmen über und aus dem Zweiten Weltkrieg mangele es ansonsten nicht, aber dem einfachen Menschen sei dabei bislang ein verschwindend kleiner Platz eingeräumt worden. Mit Krigsseileren sei nun ein ambitioniertes Drama realisiert worden, bei dem die menschlichen Verluste im Mittelpunkt stehen, erzählt mit einem spannungsgeladenen Drive auf physischer und psychischer Ebene. Steinkjer erinnert, dass allein in der sogenannten „Außenflotte“ etwa 3.700 norwegische Kriegsmatrosen ums Leben kamen und der Feind für die Besatzung fast ein abstraktes Konzept war, verbunden mit tödlichen gesichtslosen Angriffen, was im Film gut dargestellt werde. In anderen Händen hätte der Film ein Kriegsinferno auf See werden können, doch habe Gunnar Vikene mit Hilfe guter Drehorte, dem herausragenden Einsatz von Spezialeffekten und nicht zuletzt Sturla Brandth Grøvlens durchweg fantastischer Fotografie Szenen geschaffen, die den Betrachter über die Infernos selbst hinaus zum Nachdenken bringen und in ihren Sog ziehen.
Michael Meyns, Filmkorrespondent der Gilde deutscher Filmkunsttheater, schreibt, als Kriegsfilm im eigentlichen Sinne lasse sich War Sailor kaum beschreiben, zumal nicht unmittelbar von Kriegshandlungen erzählt wird, sondern von den Auswirkungen des Krieges auf Zivilisten. Immer wieder springe die Handlung zwischen Alfred und Cecilia hin und her, zwischen Mann und Frau, zwischen Fremde und Heimat. Vor allem die Unmöglichkeit zwischen den beiden Sphären zu kommunizieren sorge für die oft hoffnungslos erscheinende Atmosphäre. Gerade die Szenen nach Ende des Krieges zählten zu den berührendsten Momenten des Films, in denen Vikene aufs eindringlichste die Ungewissheit, das Bangen und das Hoffen schildere und zeige, dass der Krieg für manche Menschen auch lange nach seinem offiziellen Ende noch nicht vorbei war.
Karsten Munt vom Filmdienst schreibt, War Sailor sei nicht nur affektiv, sondern auch strukturell um die Ohnmachts- und Zerrüttungserfahrungen konstruiert, die die norwegischen Zivilisten auf dem Meer und in der Heimat erleben. Ähnlich wie in Die große Parade von King Vidor oder Michael Ciminos Die durch die Hölle gehen beschrieben die drei Akte des Films das Leben vor dem Krieg, das Leben während des Kriegs und das, was nach dem Krieg vom Leben geblieben ist. Dass der Film aus der Perspektive von wehrlosen Zivilisten und nicht von den Kombattanten her gedacht ist, unterstreiche die Zerrüttungserfahrung, die Bomben und Torpedos in das Leben bringen: „Es gibt keinen Feind, auf den man feuern, keine Schlacht, die man gewinnen könnte und keine erkennbare Logik hinter dem, was Feuer und Zerstörung bringt.“

### Auszeichnungen
War Sailor wurde von Norwegen als Beitrag für die Oscarverleihung 2023 in der Kategorie Bester Internationaler Film eingereicht. Im Folgenden weitere Auszeichnungen und Nominierungen.
Amanda 2023
- Auszeichnung als Bester Hauptdarsteller (Pål Sverre Hagen)
- Auszeichnung als Beste Nebendarstellerin (Ine Marie Wilmann)
- Auszeichnung für die Beste Bildgestaltung (Sturla Brandth Grøvlen)
- Auszeichnung für das Beste Kostümbild (Stefanie Bieker)[28]

American Society of Cinematographers Awards 2023
- Auszeichnung für die Beste Kameraarbeit – Spotlight (Sturla Brandth Grøvlen)[29]

Camerimage 2022
- Nominierung für den Goldenen Frosch[30]

Filmfest Hamburg 2022
- Nominierung für den Hamburger Produzentenpreis für internationale Koproduktionen
- Nominierung für den Art Cinema Award[31]

Filmpreis des Nordischen Rates 2023
- Nominierung als Bester Film[32]

Hollywood Music In Media Awards 2022
- Nominierung für die Beste Filmmusik – Independent-Film (Volker Bertelmann)[33]

Norwegisches Filmfestival Haugesund 2022
- Auszeichnung mit dem Publikumspreis

Satellite Awards 2022
- Nominierung als Bester internationaler Spielfilm[34]

World Soundtrack Awards 2023
- Auszeichnung als Film Composer of the Year (Volker Bertelmann, auch für Im Westen nichts Neues und Memory of Water)[35]

## Synchronisation
Die deutsche Synchronisation entstand nach einem Dialogbuch und der Dialogregie von Christoph Krix im Auftrag der K13 Studios Berlin GmbH.
| Darsteller                 | Synchronsprecher    | Rolle                     |
| -------------------------- | ------------------- | ------------------------- |
| Kristoffer Joner           | Christoph Krix      | Alfred Garnes             |
| Pål Sverre Hagen           | Jan-David Rönfeldt  | Sigbjørn Kvalen           |
| Leon Tobias Slettbakk      | Marko Pelaic        | Aksel Andresen            |
| Mats Holm                  | Thomas Wenke        | Birger Mohr               |
| Arthur Hakalahti           | Michael Nagel       | Braathen                  |
| Anthony Edridge            | Felix Würgler       | Dr. Douglas               |
| Emir Hvidsten Hindic       | Paul Matzke         | Fanebust                  |
| Alexandra Gjerpen          | Laurine Betz        | Hanna Wiig                |
| Max Hubacher               | Olaf Mierau         | Hardegen                  |
| Odd Gunnar Sørvik          | Hans Hohlbein       | Iver Fosnes               |
| Nils Ove Sørvik            | François Smesny     | Jens Dahl                 |
| Siv Torin Knudsen Petersen | Johanna von Gutzeit | Magdeli Garnes (älter)    |
| Téa Grønner Joner          | Celina Gaschina     | Magdeli Garnes (Teenager) |
| Karl-Vidar Lende           | Edwin Gellner       | Monsen                    |
| Oskar Hallaråker Hellesøy  | Melina Witez        | Olav Garnes (älter)       |
| Thor Brekkeflat            | Tobias Lelle        | Sigvaldsen                |
| Kim Sørensen               | Jannik Endemann     | Tengs                     |
| Armand Hannestad           | Tobias Grimm        | William                   |